# 서드 스트림
서드 스트림(third stream)은 재즈와 클래식 음악의 합성이다. 즉흥적인 요소는 일반적으로 서드 스트림의 필수적인 요소로 간주된다.
1957년 MJQ의 피아니스트 존 루이스와 짝이 된 순음악가 건서 슐러가 제창한 말이다. 클래식을 제1의 흐름으로, 재즈를 제2의 흐름으로 하여 양자가 합쳐진 새로운 재즈를 서드 스트림 뮤직(제3의 흐름)이라 했다. 작품은 퍽 흥미 있는 것도 있었으나, 결국 클래식한 면으로는 유치하고 재즈적으로도 부족하다는 세평을 받아 몇 장의 LP판을 내고 좌절되었다.